# Torneo de Niza 2011
El Torneo de Niza es un evento de tenis que se disputa en Niza, Francia,  se juega entre el 16 y 21 de mayo de 2011 haciendo parte de un torneo de la serie 250 de la ATP.

## Campeones
- Individuales masculinos:

- Dobles masculinos: